# 新井洞巌
新井 洞巌（あらい どうがん、慶応2年4月10日（1866年5月24日） - 昭和23年（1948年）5月2日）は、明治から昭和前期に活躍した南画家。本名は信吉。号は白雲、後に洞巌。養子は住友生命保険社長・会長を務めた新井正明。「洞厳」は誤記。
上野国吾妻郡原町須郷沢（現・群馬県吾妻郡東吾妻町）に、新井半重郎の次男として生まれた。6歳の時に母、13歳の時に兄、19歳の時に父を亡くし、継母は異母妹を連れて郷里へ帰ったため天涯孤独となる。
長井雲坪、四谷延陵、菅原白龍、高森砕巌に南画を、漢学を貫名海雲に学んだ。1896年（明治29年）から18年に渡って日本全国や中国の洞庭湖、台湾などを旅した。その絵は吉川英治や安岡正篤らに評価され、吉川からは「最後の南画人」と評された。

## 主な著書
- 「南画の描き方」中央美術社、1918年。
- 「洞巌風雅集」金井好道 編、壱誠社、1960年。